# 2010年のWTAツアー
2010年のWTAツアーは2010年のWTAツアーの日程と決勝結果である。

## 日程
2010年WTAカレンダーより作成
| グランドスラム                        |
| WTAツアー選手権                       |
| プレミア・マンダトリー                |
| プレミア5                             |
| WTAトーナメント・オブ・チャンピオンズ |
| プレミア                              |
| インターナショナル                    |
| チームイベント                        |

| 日時            | 大会名 | 優勝者                                                              | 準優勝者                                                            | 試合結果 （スコア） |
| --------------- | --- | ------------------------------------------------------------------- | ------------------------------------------------------------------- | ------------------- |
| 1月4日          | ホップマンカップ パース 男女混合国別対抗戦 - ハード (室内) - 8チーム (RR)                                        | スペイン                                                            | イギリス                                                            | 2-1                 |
| 1月4日          | ブリスベン国際 ブリスベン $220,000 - ハード - 32S/32Q/16D                                                        | キム・クライシュテルス                                              | ジュスティーヌ・エナン                                              | 6–3, 4–6, 7–6(6)    |
| 1月4日          | ブリスベン国際 ブリスベン $220,000 - ハード - 32S/32Q/16D                                                        | アンドレア・フラバーチコバ ルーシー・ハラデツカ                     | メリンダ・ツィンク アランチャ・パラ・サントンハ                     | 2–6, 7–6(3), [10–4] |
| 1月4日          | ASBクラシック オークランド $220,000 - ハード - 32S/32Q/16D                                                       | ヤニナ・ウィックマイヤー                                            | フラビア・ペンネッタ                                                | 6–3, 6–2            |
| 1月4日          | ASBクラシック オークランド $220,000 - ハード - 32S/32Q/16D                                                       | カーラ・ブラック リーゼル・フーバー                                 | ナタリー・グランディン ローラ・グランビル                           | 7–6(4), 6–2         |
| 1月11日         | メディバンク国際 シドニー $600,000 - ハード - 30S/32Q/16D                                                        | エレーナ・デメンチェワ                                              | セリーナ・ウィリアムズ                                              | 6–3, 6–2            |
| 1月11日         | メディバンク国際 シドニー $600,000 - ハード - 30S/32Q/16D                                                        | カーラ・ブラック リーゼル・フーバー                                 | タチアナ・ガルビン ナディア・ペトロワ                               | 6–1, 3–6, [10–3]    |
| 1月11日         | モーリラ・ホバート国際 ホバート $220,000 - ハード - 32S/32Q/16D                                                  | アリョーナ・ボンダレンコ                                            | シャハー・ピアー                                                    | 6–2, 6–4            |
| 1月11日         | モーリラ・ホバート国際 ホバート $220,000 - ハード - 32S/32Q/16D                                                  | 荘佳容 クベタ・ペシュケ                                             | 詹詠然 モニカ・ニクレスク                                           | 3–6, 6–3, [10–7]    |
| 1月18日 1月25日 | 全豪オープン メルボルン $9,264,098 - ハード 128S/96Q/64D/32X シングルス – ダブルス – 混合ダブルス                | セリーナ・ウィリアムズ                                              | ジュスティーヌ・エナン                                              | 6–4, 3–6, 6–2       |
| 1月18日 1月25日 | 全豪オープン メルボルン $9,264,098 - ハード 128S/96Q/64D/32X シングルス – ダブルス – 混合ダブルス                | セリーナ・ウィリアムズ ビーナス・ウィリアムズ                       | カーラ・ブラック リーゼル・フーバー                                 | 6–4, 6–3            |
| 1月18日 1月25日 | 全豪オープン メルボルン $9,264,098 - ハード 128S/96Q/64D/32X シングルス – ダブルス – 混合ダブルス                | カーラ・ブラック リーンダー・パエス                                 | エカテリーナ・マカロワ ヤロスラフ・レビンスキー                     | 7–5, 6–3            |
| 2月1日          | フェドカップ1回戦 キエフ - ハード (室内) ブルノ - ハード (室内) ベオグラード - ハード (室内) リエヴァン - クレー | 勝利チーム · イタリア · チェコ · ロシア · アメリカ合衆国            | 敗退チーム · ウクライナ · ドイツ · セルビア · フランス              | 4–1 3–2 4–1         |
| 2月8日          | GDFスエズ・オープン パリ $700,000 - ハード (室内) - 30S/32Q/16D                                                  | エレーナ・デメンチェワ                                              | ルーシー・サファロバ                                                | 6–7(5), 6–1, 6–4    |
| 2月8日          | GDFスエズ・オープン パリ $700,000 - ハード (室内) - 30S/32Q/16D                                                  | イベタ・ベネソバ バルボラ・ザフラボバ・ストリコバ                   | カーラ・ブラック リーゼル・フーバー                                 | 不戦勝              |
| 2月8日          | PTTパタヤ・オープン パタヤ $220,000 - ハード - 32S/16Q/16D                                                       | ベラ・ズボナレワ                                                    | タマリネ・タナスガーン                                              | 6–4, 6–4            |
| 2月8日          | PTTパタヤ・オープン パタヤ $220,000 - ハード - 32S/16Q/16D                                                       | マリーナ・エラコビッチ タマリネ・タナスガーン                       | アンナ・チャクベタゼ クセーニャ・ペルバク                           | 7–5, 6–1            |
| 2月15日         | ドバイ・テニス選手権 ドバイ $2,000,000 - ハード - 56S/32Q/28D                                                    | ビーナス・ウィリアムズ                                              | ビクトリア・アザレンカ                                              | 6–3, 7–5            |
| 2月15日         | ドバイ・テニス選手権 ドバイ $2,000,000 - ハード - 56S/32Q/28D                                                    | ヌリア・リャゴステラ・ビベス マリア・ホセ・マルティネス・サンチェス | クベタ・ペシュケ カタリナ・スレボトニク                             | 7–6(5), 6–4         |
| 2月15日         | セルラー・サウス・カップ メンフィス $220,000 - ハード (室内) - 32S/16Q/16D                                       | マリア・シャラポワ                                                  | ソフィア・アルビドソン                                              | 6–2, 6–1            |
| 2月15日         | セルラー・サウス・カップ メンフィス $220,000 - ハード (室内) - 32S/16Q/16D                                       | バニア・キング ミハエラ・クライチェク                               | ベサニー・マテック＝サンズ メガン・ショーネシー                     | 7–5, 6–2            |
| 2月15日         | ソニー・エリクソン・コルサニータス杯 ボゴタ $220,000 - クレー - 32S/32Q/16D                                      | マリアナ・ドゥケ・マリノ                                            | アンゲリク・ケルバー                                                | 6–4, 6–3            |
| 2月15日         | ソニー・エリクソン・コルサニータス杯 ボゴタ $220,000 - クレー - 32S/32Q/16D                                      | ヒセラ・ドゥルコ エディナ・ガロビッツ                               | オリガ・サブチュク アナスタシア・ヤキモワ                           | 6–2, 7–6(6)         |
| 2月22日         | アビエルト・メキシコ・テルセル アカプルコ $220,000 - クレー - 32S/32Q/16D                                        | ビーナス・ウィリアムズ                                              | ポロナ・ヘルツォグ                                                  | 2–6, 6–2, 6–3       |
| 2月22日         | アビエルト・メキシコ・テルセル アカプルコ $220,000 - クレー - 32S/32Q/16D                                        | ポロナ・ヘルツォグ バルボラ・ザフラボバ・ストリコバ                 | サラ・エラニ ロベルタ・ビンチ                                       | 2–6, 6–1, [10–2]    |
| 2月22日         | マレーシア・オープン クアラルンプール $220,000 - ハード (室内) - 32S/32Q/16D                                     | アリサ・クレイバノワ                                                | エレーナ・デメンチェワ                                              | 6–3, 6–2            |
| 2月22日         | マレーシア・オープン クアラルンプール $220,000 - ハード (室内) - 32S/32Q/16D                                     | 詹詠然 鄭潔                                                         | アナスタシア・ロディオノワ アリーナ・ロディオノワ                   | 6–7(4), 6–2, [10–7] |
| 3月1日          | モンテレイ・オープン モンテレイ $220,000 - ハード - 32S/32Q/16D                                                  | アナスタシア・パブリュチェンコワ                                    | ダニエラ・ハンチュコバ                                              | 1–6, 6–1, 6–0       |
| 3月1日          | モンテレイ・オープン モンテレイ $220,000 - ハード - 32S/32Q/16D                                                  | イベタ・ベネソバ バルボラ・ザフラボバ・ストリコバ                   | アンナ＝レナ・グローネフェルト バニア・キング                       | 3–6, 6–4, [10–8]    |
| 3月8日 3月15日  | BNPパリバ・オープン インディアンウェルズ $4,500,000 - ハード - 96S/48Q/32D                                       | エレナ・ヤンコビッチ                                                | キャロライン・ウォズニアッキ                                        | 6–2, 6–4            |
| 3月8日 3月15日  | BNPパリバ・オープン インディアンウェルズ $4,500,000 - ハード - 96S/48Q/32D                                       | クベタ・ペシュケ カタリナ・スレボトニク                             | ナディア・ペトロワ サマンサ・ストーサー                             | 6–4, 2–6, [10–5]    |
| 3月22日 3月29日 | ソニー・エリクソン・オープン マイアミ $4,500,000 - ハード - 96S/48Q/32D                                          | キム・クライシュテルス                                              | ビーナス・ウィリアムズ                                              | 6–2, 6–1            |
| 3月22日 3月29日 | ソニー・エリクソン・オープン マイアミ $4,500,000 - ハード - 96S/48Q/32D                                          | ヒセラ・ドゥルコ フラビア・ペンネッタ                               | ナディア・ペトロワ サマンサ・ストーサー                             | 6–3, 4–6, [10–7]    |
| 4月5日          | MPSグループ選手権 ポンテベドラビーチ $220,000 - クレー - 32S/32Q/16D                                             | キャロライン・ウォズニアッキ                                        | オリガ・ゴボツォワ                                                  | 6–2, 7–5            |
| 4月5日          | MPSグループ選手権 ポンテベドラビーチ $220,000 - クレー - 32S/32Q/16D                                             | ベサニー・マテック＝サンズ 晏紫                                     | 荘佳容 彭帥                                                         | 4–6, 6–4, [10–8]    |
| 4月5日          | アンダルシア・テニス・エクスペリエンス マルベーリャ $220,000 - クレー - 32S/32Q/16D                              | フラビア・ペンネッタ                                                | カルラ・スアレス・ナバロ                                            | 6–2, 4–6, 6–3       |
| 4月5日          | アンダルシア・テニス・エクスペリエンス マルベーリャ $220,000 - クレー - 32S/32Q/16D                              | サラ・エラニ ロベルタ・ビンチ                                       | マリア・コンドラチェワ ヤロスラワ・シュウェドワ                     | 6–4, 6–2            |
| 4月12日         | ファミリー・サークル・カップ チャールストン $700,000 - クレー - 56S/32Q/16D                                      | サマンサ・ストーサー                                                | ベラ・ズボナレワ                                                    | 6–0, 6–3            |
| 4月12日         | ファミリー・サークル・カップ チャールストン $700,000 - クレー - 56S/32Q/16D                                      | リーゼル・フーバー ナディア・ペトロワ                               | バニア・キング ミハエラ・クライチェク                               | 6–3, 6–4            |
| 4月12日         | バルセロナ・レディース・オープン バルセロナ $220,000 - クレー - 32S/32Q/16D                                      | フランチェスカ・スキアボーネ                                        | ロベルタ・ビンチ                                                    | 6–1, 6–1            |
| 4月12日         | バルセロナ・レディース・オープン バルセロナ $220,000 - クレー - 32S/32Q/16D                                      | サラ・エラニ ロベルタ・ビンチ                                       | ティメア・バシンスキー タチアナ・ガルビン                           | 6–1, 3–6, [10–2]    |
| 4月19日         | フェドカップ準決勝 ローマ - クレー バーミングハム - ハード (室内)                                                | 勝利チーム · イタリア · アメリカ合衆国                              | 敗退チーム · チェコ · ロシア                                        | 5–0 3–2             |
| 4月26日         | ポルシェ・テニス・グランプリ シュトゥットガルト $700,000 - クレー - 32S/32Q/16D                                  | ジュスティーヌ・エナン                                              | サマンサ・ストーサー                                                | 6–4, 2–6, 6–1       |
| 4月26日         | ポルシェ・テニス・グランプリ シュトゥットガルト $700,000 - クレー - 32S/32Q/16D                                  | ヒセラ・ドゥルコ フラビア・ペンネッタ                               | クベタ・ペシュケ カタリナ・スレボトニク                             | 3–6, 7–6(3), [10–5] |
| 4月26日         | SARラ・プリンセス・ラーラ・メリヤム・グランプリ フェズ $220,000 - クレー - 32S/32Q/16D                           | イベタ・ベネソバ                                                    | シモナ・ハレプ                                                      | 6–4, 6–2            |
| 4月26日         | SARラ・プリンセス・ラーラ・メリヤム・グランプリ フェズ $220,000 - クレー - 32S/32Q/16D                           | イベタ・ベネソバ アナベル・メディナ・ガリゲス                       | ルーシー・ハラデツカ レナタ・ボラコバ                               | 6–3, 6–1            |
| 5月3日          | BNLイタリア国際 ローマ $2,000,000 - クレー - 56S/32Q/28D                                                         | マリア・ホセ・マルティネス・サンチェス                              | エレナ・ヤンコビッチ                                                | 7–6(5), 7–5         |
| 5月3日          | BNLイタリア国際 ローマ $2,000,000 - クレー - 56S/32Q/28D                                                         | ヒセラ・ドゥルコ フラビア・ペンネッタ                               | ヌリア・リャゴステラ・ビベス マリア・ホセ・マルティネス・サンチェス | 6–4, 6–2            |
| 5月3日          | エストリル・オープン エストリル $220,000 - クレー - 32S/32Q/16D                                                  | アナスタシヤ・セバストワ                                            | アランチャ・パラ・サントンハ                                        | 6–2, 7–5            |
| 5月3日          | エストリル・オープン エストリル $220,000 - クレー - 32S/32Q/16D                                                  | ソラナ・チルステア アナベル・メディナ・ガリゲス                     | ビタリア・ディアチェンコ オウレリー・ヴェディ                       | 6–1, 7–5            |
| 5月10日         | ムチュア・マドリレーニャ・オープン マドリード $4,500,000 - クレー - 60S/32Q/28D                                  | アラバン・レザイ                                                    | ビーナス・ウィリアムズ                                              | 6–2, 7–5            |
| 5月10日         | ムチュア・マドリレーニャ・オープン マドリード $4,500,000 - クレー - 60S/32Q/28D                                  | セリーナ・ウィリアムズ ビーナス・ウィリアムズ                       | ヒセラ・ドゥルコ フラビア・ペンネッタ                               | 6–2, 7–5            |
| 5月17日         | ワルシャワ・オープン ワルシャワ $600,000 - クレー - 32S/32Q/16D                                                  | アレクサンドラ・ドゥルゲル                                          | 鄭潔                                                                | 6–3, 6–4            |
| 5月17日         | ワルシャワ・オープン ワルシャワ $600,000 - クレー - 32S/32Q/16D                                                  | ビルヒニア・ルアノ・パスクアル メガン・ショーネシー                 | カーラ・ブラック 晏紫                                               | 6–3, 6–4            |
| 5月17日         | ストラスブール国際 ストラスブール $220,000 - クレー - 32S/30Q/16D                                                | マリア・シャラポワ                                                  | クリスティナ・バロイス                                              | 7–5, 6–1            |
| 5月17日         | ストラスブール国際 ストラスブール $220,000 - クレー - 32S/30Q/16D                                                | アリーゼ・コルネ バニア・キング                                     | アーラ・クドゥリャフツェワ アナスタシア・ロディオノワ               | 3–6, 6–4, [10–7]    |
| 5月24日 5月31日 | 全仏オープン パリ $9,938,926 - クレー 128S/96Q/64D/32X シングルス – ダブルス – 混合ダブルス                      | フランチェスカ・スキアボーネ                                        | サマンサ・ストーサー                                                | 6–4, 7–6(2)         |
| 5月24日 5月31日 | 全仏オープン パリ $9,938,926 - クレー 128S/96Q/64D/32X シングルス – ダブルス – 混合ダブルス                      | セリーナ・ウィリアムズ ビーナス・ウィリアムズ                       | クベタ・ペシュケ カタリナ・スレボトニク                             | 6–2, 6–3            |
| 5月24日 5月31日 | 全仏オープン パリ $9,938,926 - クレー 128S/96Q/64D/32X シングルス – ダブルス – 混合ダブルス                      | カタリナ・スレボトニク ネナド・ジモニッチ                           | ヤロスラワ・シュウェドワ ユリアン・ノール                           | 4–6, 7–6(5), [11–9] |
| 6月7日          | エイゴン・クラシック バーミンガム $220,000 - 芝 - 56S/32Q/16D                                                    | 李娜                                                                | マリア・シャラポワ                                                  | 7–5, 6–1            |
| 6月7日          | エイゴン・クラシック バーミンガム $220,000 - 芝 - 56S/32Q/16D                                                    | カーラ・ブラック リサ・レイモンド                                   | リーゼル・フーバー ベサニー・マテック＝サンズ                       | 6–3, 3–2 途中棄権   |
| 6月14日         | エイゴン国際 イーストボーン $600,000 - 芝 - 32S/32Q/16D                                                          | エカテリーナ・マカロワ                                              | ビクトリア・アザレンカ                                              | 7–6(5), 6–4         |
| 6月14日         | エイゴン国際 イーストボーン $600,000 - 芝 - 32S/32Q/16D                                                          | リサ・レイモンド レネ・スタブス                                     | クベタ・ペシュケ カタリナ・スレボトニク                             | 6–2, 2–6, [13–11]   |
| 6月14日         | ユニセフ・オープン スヘルトーヘンボス $220,000 - 芝 - 32S/16Q/16D                                                | ジュスティーヌ・エナン                                              | アンドレア・ペトコビッチ                                            | 3–6, 6–3, 6–4       |
| 6月14日         | ユニセフ・オープン スヘルトーヘンボス $220,000 - 芝 - 32S/16Q/16D                                                | アーラ・クドゥリャフツェワ アナスタシア・ロディオノワ               | バニア・キング ヤロスラワ・シュウェドワ                             | 3–6, 6–3, [10–8]    |
| 6月21日 6月28日 | ウィンブルドン ロンドン $9,781,631 - 芝 128S/96Q/64D/48X シングルス – ダブルス – 混合ダブルス                    | セリーナ・ウィリアムズ                                              | ベラ・ズボナレワ                                                    | 6–3, 6–2            |
| 6月21日 6月28日 | ウィンブルドン ロンドン $9,781,631 - 芝 128S/96Q/64D/48X シングルス – ダブルス – 混合ダブルス                    | バニア・キング ヤロスラワ・シュウェドワ                             | エレーナ・ベスニナ ベラ・ズボナレワ                                 | 7–6(6), 6–2         |
| 6月21日 6月28日 | ウィンブルドン ロンドン $9,781,631 - 芝 128S/96Q/64D/48X シングルス – ダブルス – 混合ダブルス                    | カーラ・ブラック リーンダー・パエス                                 | リサ・レイモンド ウェスリー・ムーディ                               | 6–4, 7–6(5)         |
| 7月5日          | GDFスエズ・グランプリ ブダペスト $220,000 - クレー - 32S/32Q/16D                                                 | アグネシュ・サバイ                                                  | パティ・シュナイダー                                                | 6–2, 6–4            |
| 7月5日          | GDFスエズ・グランプリ ブダペスト $220,000 - クレー - 32S/32Q/16D                                                 | ティメア・バシンスキー タチアナ・ガルビン                           | ソラナ・チルステア アナベル・メディナ・ガリゲス                     | 6–3, 6–3            |
| 7月5日          | スウェーデン・オープン ボースタード $220,000 - クレー - 32S/32Q/16D                                              | アラバン・レザイ                                                    | ヒセラ・ドゥルコ                                                    | 6–3, 4–6, 6–4       |
| 7月5日          | スウェーデン・オープン ボースタード $220,000 - クレー - 32S/32Q/16D                                              | ヒセラ・ドゥルコ フラビア・ペンネッタ                               | レナタ・ボラコバ バルボラ・ザフラボバ・ストリコバ                   | 7–6(0), 6–0         |
| 7月12日         | パレルモ国際 パレルモ $220,000 - クレー - 32S/32Q/16D                                                            | カイア・カネピ                                                      | フラビア・ペンネッタ                                                | 6–4, 6–3            |
| 7月12日         | パレルモ国際 パレルモ $220,000 - クレー - 32S/32Q/16D                                                            | アルベルタ・ブリアンティ サラ・エラニ                               | ジル・クレイバス ユリア・ゲルゲス                                   | 6–4, 6–1            |
| 7月12日         | ECMプラハ・オープン プラハ $220,000 - クレー - 32S/32Q/16D                                                       | アグネシュ・サバイ                                                  | バルボラ・ザフラボバ・ストリコバ                                    | 6–2, 1–6, 6–2       |
| 7月12日         | ECMプラハ・オープン プラハ $220,000 - クレー - 32S/32Q/16D                                                       | ティメア・バシンスキー タチアナ・ガルビン                           | モニカ・ニクレスク アグネシュ・サバイ                               | 7–5, 7–6(4)         |
| 7月19日         | スロベニア・オープン ポルトロス $220,000 - ハード - 32S/32Q/16D                                                  | アンナ・チャクベタゼ                                                | ヨハンナ・ラーション                                                | 6–1, 6–2            |
| 7月19日         | スロベニア・オープン ポルトロス $220,000 - ハード - 32S/32Q/16D                                                  | マリア・コンドラチェワ ブラディミラ・ウーリロバ                     | アンナ・チャクベタゼ マリーナ・エラコビッチ                         | 6–4, 2–6, [10–7]    |
| 7月19日         | ガシュタイン・レディース バートガシュタイン $220,000 - クレー - 32S/32Q/16D                                      | ユリア・ゲルゲス                                                    | ティメア・バシンスキー                                              | 6–1, 6–4            |
| 7月19日         | ガシュタイン・レディース バートガシュタイン $220,000 - クレー - 32S/32Q/16D                                      | ルーシー・ハラデツカ アナベル・メディナ・ガリゲス                   | ティメア・バシンスキー タチアナ・ガルビン                           | 6–7(2), 6–1, [10–5] |
| 7月26日         | バンク・オブ・ウェスト・クラシック スタンフォード $700,000 - ハード - 30S/32Q/16D                                | ビクトリア・アザレンカ                                              | マリア・シャラポワ                                                  | 6–4, 6–1            |
| 7月26日         | バンク・オブ・ウェスト・クラシック スタンフォード $700,000 - ハード - 30S/32Q/16D                                | リンゼイ・ダベンポート リーゼル・フーバー                           | 詹詠然 鄭潔                                                         | 7–5, 6–7(8), [10–8] |
| 7月26日         | イスタンブール・カップ イスタンブール $220,000 - ハード - 32S/32Q/16D                                            | アナスタシア・パブリュチェンコワ                                    | エレーナ・ベスニナ                                                  | 5–7, 7–5, 6–4       |
| 7月26日         | イスタンブール・カップ イスタンブール $220,000 - ハード - 32S/32Q/16D                                            | エレニ・ダニリドゥ ジャスミン・ヴェール                             | マリア・コンドラチェワ ブラディミラ・ウーリロバ                     | 6–4, 1–6, [11–9]    |
| 8月2日          | マーキュリー・インシュアランス・オープン サンディエゴ $700,000 - ハード - 30S/32Q/16D                            | スベトラーナ・クズネツォワ                                          | アグニエシュカ・ラドワンスカ                                        | 6–4, 6–7(7), 6–3    |
| 8月2日          | マーキュリー・インシュアランス・オープン サンディエゴ $700,000 - ハード - 30S/32Q/16D                            | マリア・キリレンコ 鄭潔                                             | リサ・レイモンド レネ・スタブス                                     | 6–4, 6–4            |
| 8月2日          | デンマーク・オープン コペンハーゲン $220,000 - ハード (室内) - 32S/32Q/16D                                       | キャロライン・ウォズニアッキ                                        | クララ・ザコパロバ                                                  | 6–2, 7–6(5)         |
| 8月2日          | デンマーク・オープン コペンハーゲン $220,000 - ハード (室内) - 32S/32Q/16D                                       | ユリア・ゲルゲス アンナ＝レナ・グローネフェルト                     | ビタリア・ディアチェンコ タチアナ・ポウチェク                       | 6–4, 6–4            |
| 8月9日          | WSファイナンシャル・グループ女子オープン シンシナティ $2,000,000 - ハード - 56S/48Q/28D                          | キム・クライシュテルス                                              | マリア・シャラポワ                                                  | 2–6, 7–6(4), 6–2    |
| 8月9日          | WSファイナンシャル・グループ女子オープン シンシナティ $2,000,000 - ハード - 56S/48Q/28D                          | ビクトリア・アザレンカ マリア・キリレンコ                           | リサ・レイモンド レネ・スタブス                                     | 7–6(4), 7–6(8)      |
| 8月16日         | ロジャーズ・カップ モントリオール $2,000,000 - ハード - 56S/32Q/28D                                              | キャロライン・ウォズニアッキ                                        | ベラ・ズボナレワ                                                    | 6–3, 6–2            |
| 8月16日         | ロジャーズ・カップ モントリオール $2,000,000 - ハード - 56S/32Q/28D                                              | ヒセラ・ドゥルコ フラビア・ペンネッタ                               | クベタ・ペシュケ カタリナ・スレボトニク                             | 7–5, 3–6, [12–10]   |
| 8月23日         | パイロット・ペン・テニス ニューヘイブン $600,000 - ハード - 30S/32Q/16D                                          | キャロライン・ウォズニアッキ                                        | ナディア・ペトロワ                                                  | 6–3, 3–6, 6–3       |
| 8月23日         | パイロット・ペン・テニス ニューヘイブン $600,000 - ハード - 30S/32Q/16D                                          | クベタ・ペシュケ カタリナ・スレボトニク                             | ベサニー・マテック＝サンズ メガン・ショーネシー                     | 7–5, 6–0            |
| 8月30日 9月6日  | 全米オープン ニューヨーク $10,258,000 - ハード 128S/128Q/64D/32X シングルス – ダブルス – 混合ダブルス            | キム・クライシュテルス                                              | ベラ・ズボナレワ                                                    | 6–2, 6–1            |
| 8月30日 9月6日  | 全米オープン ニューヨーク $10,258,000 - ハード 128S/128Q/64D/32X シングルス – ダブルス – 混合ダブルス            | バニア・キング ヤロスラワ・シュウェドワ                             | リーゼル・フーバー ナディア・ペトロワ                               | 2–6, 6–4, 7–6(4)    |
| 8月30日 9月6日  | 全米オープン ニューヨーク $10,258,000 - ハード 128S/128Q/64D/32X シングルス – ダブルス – 混合ダブルス            | リーゼル・フーバー ボブ・ブライアン                                 | クベタ・ペシュケ アイサム＝ウル＝ハク・クレシ                       | 6–4, 6–4            |
| 9月13日         | 広州国際女子オープン 広州 $220,000 - ハード - 32S/32Q/16D                                                        | ヤルミラ・グロート                                                  | アーラ・クドゥリャフツェワ                                          | 6–1, 6–4            |
| 9月13日         | 広州国際女子オープン 広州 $220,000 - ハード - 32S/32Q/16D                                                        | エディナ・ガロビッツ サニア・ミルザ                                 | 韓馨蘊 劉婉婷                                                       | 7–5, 6–3            |
| 9月13日         | ベル・チャレンジ ケベック・シティー $220,000 - ハード (室内) - 32S/32Q/16D                                       | タミラ・パシェク                                                    | ベサニー・マテック＝サンズ                                          | 7–6(6), 2–6, 7–5    |
| 9月13日         | ベル・チャレンジ ケベック・シティー $220,000 - ハード (室内) - 32S/32Q/16D                                       | ソフィア・アルビドソン ヨハンナ・ラーション                         | ベサニー・マテック＝サンズ バルボラ・ザフラボバ・ストリコバ         | 6–1, 2–6, [10–6]    |
| 9月20日         | ハンソル韓国オープン ソウル $220,000 - ハード - 32S/32Q/16D                                                      | アリサ・クレイバノワ                                                | クララ・ザコパロバ                                                  | 6–1, 6–3            |
| 9月20日         | ハンソル韓国オープン ソウル $220,000 - ハード - 32S/32Q/16D                                                      | ユリア・ゲルゲス ポロナ・ヘルツォグ                                 | ナタリー・グランディン ブラディミラ・ウーリロバ                     | 6–3, 6–4            |
| 9月20日         | タシケント・オープン タシケント $220,000 - ハード - 32S/32Q/16D                                                  | アーラ・クドゥリャフツェワ                                          | エレーナ・ベスニナ                                                  | 6–4, 6–4            |
| 9月20日         | タシケント・オープン タシケント $220,000 - ハード - 32S/32Q/16D                                                  | アレクサンドラ・パノワ タチアナ・ポウチェク                         | アレクサンドラ・ドゥルゲル マグダレナ・リバリコバ                   | 6–3, 6–4            |
| 9月27日         | 東レ・パンパシフィック・オープン 東京 $2,000,000 - ハード - 56S/32Q/16D                                          | キャロライン・ウォズニアッキ                                        | エレーナ・デメンチェワ                                              | 1–6, 6–2, 6–3       |
| 9月27日         | 東レ・パンパシフィック・オープン 東京 $2,000,000 - ハード - 56S/32Q/16D                                          | イベタ・ベネソバ バルボラ・ザフラボバ・ストリコバ                   | シャハー・ピアー 彭帥                                               | 6–4, 4–6, [10–8]    |
| 10月4日         | チャイナ・オープン 北京 $4,500,000 - ハード - 56S/32Q/28D                                                        | キャロライン・ウォズニアッキ                                        | ベラ・ズボナレワ                                                    | 6–3, 3–6, 6–3       |
| 10月4日         | チャイナ・オープン 北京 $4,500,000 - ハード - 56S/32Q/28D                                                        | 荘佳容 オリガ・ゴボツォワ                                           | ヒセラ・ドゥルコ フラビア・ペンネッタ                               | 7–6(2), 1–6, [10–7] |
| 10月11日        | ジェネラーリ・レディース・リンツ リンツ $220,000 - ハード (室内) - 32S/32Q/16D                                   | アナ・イバノビッチ                                                  | パティ・シュナイダー                                                | 7–5, 7–6(6)6–1, 6–2 |
| 10月11日        | ジェネラーリ・レディース・リンツ リンツ $220,000 - ハード (室内) - 32S/32Q/16D                                   | レナタ・ボラコバ バルボラ・ザフラボバ・ストリコバ                   | クベタ・ペシュケ カタリナ・スレボトニク                             | 7–5, 7–6(6)         |
| 10月11日        | HP・オープン 大阪 $220,000 - ハード - 32S/32Q/16D                                                                | タマリネ・タナスガーン                                              | クルム伊達公子                                                      | 7–5, 6–7(4), 6–1    |
| 10月11日        | HP・オープン 大阪 $220,000 - ハード - 32S/32Q/16D                                                                | 張凱貞 リリア・オスターロー                                         | 青山修子 藤原里華                                                   | 6–0, 6–3            |
| 10月18日        | クレムリン・カップ モスクワ $1,000,000 - ハード (室内) - 30S/32Q/16D                                             | ビクトリア・アザレンカ                                              | マリア・キリレンコ                                                  | 6–3, 6–4            |
| 10月18日        | クレムリン・カップ モスクワ $1,000,000 - ハード (室内) - 30S/32Q/16D                                             | ヒセラ・ドゥルコ フラビア・ペンネッタ                               | サラ・エラニ マリア・ホセ・マルティネス・サンチェス                 | 6–3, 2–6, [10–6]    |
| 10月18日        | BGLルクセンブルク・オープン ルクセンブルク $220,000 - ハード (室内) - 32S/32Q/16D                                | ロベルタ・ビンチ                                                    | ユリア・ゲルゲス                                                    | 6–3, 6–4            |
| 10月18日        | BGLルクセンブルク・オープン ルクセンブルク $220,000 - ハード (室内) - 32S/32Q/16D                                | ティメア・バシンスキー タチアナ・ガルビン                           | イベタ・ベネソバ バルボラ・ザフラボバ・ストリコバ                   | 6–4, 6–4            |
| 10月25日        | ソニー・エリクソン・チャンピオンシップ ドーハ $4,550,000 - ハード - 8S (RR)/4D                                   | キム・クライシュテルス                                              | キャロライン・ウォズニアッキ                                        | 6–3, 5–7, 6–3       |
| 10月25日        | ソニー・エリクソン・チャンピオンシップ ドーハ $4,550,000 - ハード - 8S (RR)/4D                                   | ヒセラ・ドゥルコ フラビア・ペンネッタ                               | クベタ・ペシュケ カタリナ・スレボトニク                             | 7–5, 6–4            |
| 11月1日         | コモンウェルス・バンク・トーナメント・オブ・チャンピオンズ バリ $600,000 - ハード (室内) - 8S                    | アナ・イバノビッチ                                                  | アリサ・クレイバノワ                                                | 6–2, 7–6(5)         |
| 11月1日         | フェドカップ決勝 サンディエゴ - ハード (室内)                                                                    | イタリア                                                            | アメリカ合衆国                                                      | 3–1                 |

## 2010年最終ランキング
| 順位 | 選手                         | ポイント | 出場数  |
| ---- | ---------------------------- | -------- | ------- |
| 1    | キャロライン・ウォズニアッキ | 8035     | 22      |
| 2    | ベラ・ズボナレワ             | 6785     | 19      |
| 3    | キム・クライシュテルス       | 6635     | 14      |
| 4    | セリーナ・ウィリアムズ       | 5355     | 13（6） |
| 5    | ビーナス・ウィリアムズ       | 4985     | 15（9） |
| 6    | サマンサ・ストーサー         | 4982     | 19      |
| 7    | フランチェスカ・スキアボーネ | 4935     | 22      |
| 8    | エレナ・ヤンコビッチ         | 4445     | 21      |
| 9    | エレーナ・デメンチェワ       | 4335     | 21      |
| 10   | ビクトリア・アザレンカ       | 4235     | 21      |

| 順位 | 選手                     | ポイント | 出場数 |
| ---- | ------------------------ | -------- | ------ |
| 1    | ヒセラ・ドゥルコ         | 8570     | 22     |
| 2    | フラビア・ペンネッタ     | 8570     | 21     |
| 3    | リーゼル・フーバー       | 7590     | 24     |
| 4    | バニア・キング           | 6920     | 21     |
| 5    | クベタ・ペシュケ         | 6860     | 20     |
| 6    | カタリナ・スレボトニク   | 6830     | 18     |
| 7    | ヤロスラワ・シュウェドワ | 6240     | 22     |
| 8    | ナディア・ペトロワ       | 5530     | 17     |
| 9    | リサ・レイモンド         | 5520     | 20     |
| 10   | レネ・スタブス           | 5520     | 19     |

## 主な引退選手
- エレーナ・デメンチェワ
- リンゼイ・ダベンポート
- ビルヒニア・ルアノ・パスクアル
- ロザンナ・デ・ロス・リオス
- イロダ・ツルヤガノワ
- アニコ・カプロス
- エレナ・コスタニッチ・トシッチ
- 岡本聖子